# Болгарська соціалістична партія
Болгарська соціалістична партія (БСП) (болг. Българска социалистическа партия) — політична партія Болгарії, заснована у квітні 1990 року на базі Болгарської комуністичної партії, створеної 2 серпня 1891 року як Болгарська соціал-демократична партія. У травні 1919 року БСДП прийняла назву Болгарська комуністична партія (тісні соціалісти). 1938 р. БКП (тісні соціалісти) злилась з Болгарською робітничою партією (створена в 1927 році), утворивши Болгарську комуністичну партію. 3 квітня 1990 року загальнопартійний референдум визначив нинішню назву партії. Налічує 210 000 членів (2009 рік). Найвищий орган — з'їзд, який скликається раз на 3 роки, обирає Найвищу раду БСП і її голову. Найвища рада обирає Виконавче бюро (15 чоловік). Голова — Сергій Станішев. Видає газету «Дума».
На парламентський виборах 2013 року партія у складі Коаліції за Болгарію отримала 26,6% голосів, бувши другою після ГЄРБ з 30,5%.
У вересні - грудні 1933 року в Німеччині відбувся Лейпцизький процес, на якому нацисти зробили спробу звинуватити болгарських комуністів в підпалі будинку рейхстагу. Після початку війни в Іспанії, в 1936 - 1939 рр. БКП брала участь в наданні допомоги Іспанській республіці
- у Болгарії був організований збір коштів на допомогу Іспанській республіці
- у Празі було відкрито бюро, яке займалося організацією і відправкою добровольців для участі у війні на боці Іспанської республіки (бюро очолив Любчо Ханджиєв)
- серед 460 болгарських інтернаціоналістів, які воювали на боці Іспанської республіки, більшість становили болгарські комуністи  (Захарі Захарієв, Петро Попов Панчевскій , Нено Енев  та ін.). Основна частина болгар воювала в батальйоні ім. Димитрова, 150 з них загинули.

У березні 1938 року відбулися вибори до Народних зборів, у парламенті виникла фракція з шести депутатів комуністичної партії. Також, у 1938 році керівництво партії ухвалило рішення про об'єднання Болгарської комуністичної партії і Болгарської робітничої партії в Болгарську робочу партію.
У роки Другої світової війни болгарські комуністи брали активну участь в антифашистській боротьбі, проте в період з 1 вересня 1939 року по 22 червня 1941 року партія діяла легальними засобами (пріоритетними напрямами діяльності були організаційно-масова робота і ведення антифашистської агітації).
На парламентський виборах 2013 року партія у складі Коаліції за Болгарію отримала 26,6% голосів, бувши другою після ГЄРБ з 30,5%.

## Відомі політики-члени БСП
- Румен Радев — Президент Болгарії (2017-)
- Георгій Пирванов — колишній президент Болгарії (2002-2012)
- Георгій Пиринський — колишній голова Народних зборів
- Сергій Станішев — колишній прем'єр-міністр Болгарії (2005-2009)
- Божидар Димитров — директор Національного історичного музею Болгарії
- Стефан Данаілов — артист, колишній міністр культури
- Жан Виденов — колишній прем'єр-міністр Болгарії (1995-1997)
- Андрій Луканов — колишній прем'єр-міністр Болгарії (1990)
- Петро Младенов — колишній Президент Болгарії (1990)